# Drabet på Inga Nørgaard Jensen
Drabet på Inga Nørgaard Jensen fandt sted den 25. marts 1993 i et buskads ved Vallensbæk Station. DNA spillede en vigtig rolle i opklaringen af drabet. Den 23-årige Carsten Jeppesen blev som den første morder i Danmark fældet på et DNA-bevis. Han blev idømt 16 års fængsel for drabet.

## Baggrund
Inga Nørgaard Jensen var 36 år og enlig mor til to. Hun var medarbejder hos Scientology.

### Drabet og efterforskning
Den 25. marts 1993 havde Inga Nørgaard en aftale om, at tage ud til en personlig kontakt i en bebyggelse i Brøndby. Hun forlod kontoret i det indre København og tog S-toget til Vallensbæk Station, hvorfra der var en kortere spadseretur til bebyggelsen – klokken var omkring 23.00. Fra stationen gik hun ad Vallensbæk Torvevej langs et større grønt anlæg, der var delt på midten af en række buske. Her mødte hun en yngre mand, der træk hende med ind over græsplanen til midt i buskadset, hvor han først voldtog hende og udsatte hende for anden grov seksuel mishandling og efterfølgende myrdede hende. Dagen efter fandt en hundelufter tidligt om morgenen liget. 
Drabsmanden havde efterladt sædpletter på hendes undertrøje, frakke og i hendes underliv. En større sædplet på frakken var blandet med blod, men retsgenetikerne fik skilt blod og sæd ad så det lykkedes at lave en komplet DNA-profil. En 36-årig mand blev varetægtsfængslet, sigtet for drabet, fordi vidner og hans besynderlige opførsel pegede på ham. Men efter DNA-analysen af hans blod stod det klart, at han var uskyldig og han blev løsladt efter 25 dage. Dét fik politiet til at tage blodprøver af 25 andre mænd, der var i søgelyset, blandt dem Carsten Jeppesen, dengang 21 år. To måneder senere, 17. juni 1993, erklærede retsgenetikerne, at sædpletterne stammede fra ham. Politiet modtog op mod 6.000 henvendelser i sagen.